# Baie de Choiseul
Ne doit pas être confondu avec Baie de Choiseul (Sainte-Lucie), Golfe Choiseul ou Détroit de Choiseul.
La baie de Choiseul est une baie dans la partie nord-occidentale de l'île de Choiseul, dans les Salomon.

## Climat
Le climat est tropical subtropical. La température moyenne est de 22 °C. Le mois le plus chaud est novembre, à 24 °C, et le mois d'août le plus froid, à 20 °C La pluviométrie moyenne est de 3 668 millimètres par an. Le mois le plus humide est septembre avec 398 millimètres de pluie et le mois le plus humide avec 240 millimètres. 

## Divers
C'est à proximité de cette baie qu'en janvier 1904, six spécimens et un œuf de microgoura de Choiseul (oiseau aujourd'hui éteint) ont été collectés par Albert Stewart Meek, un collectionneur d'oiseaux qui travaillait pour le banquier et zoologiste britannique Walter Rothschild. 